# Лечче (провінція)

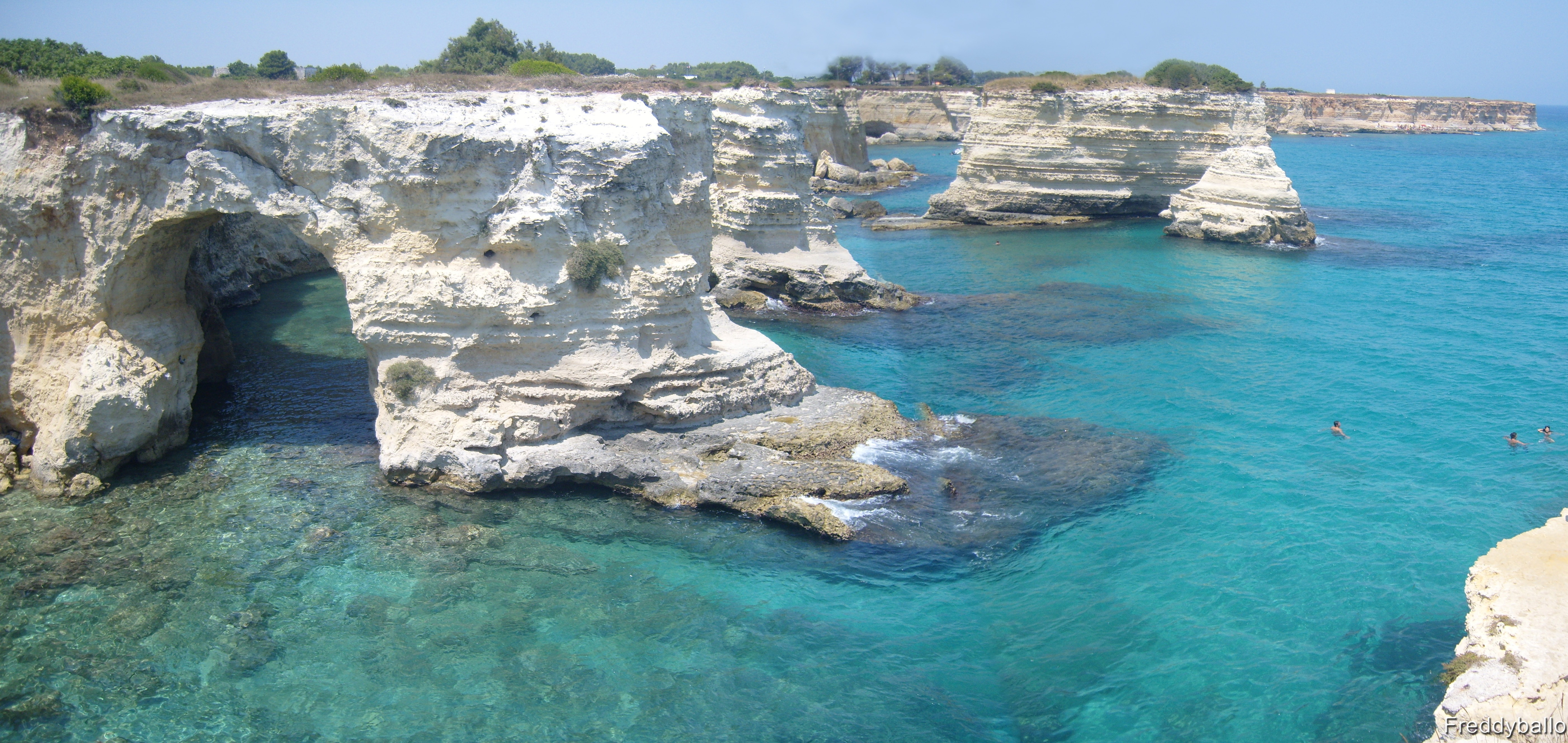
Torre Sant'Andrea

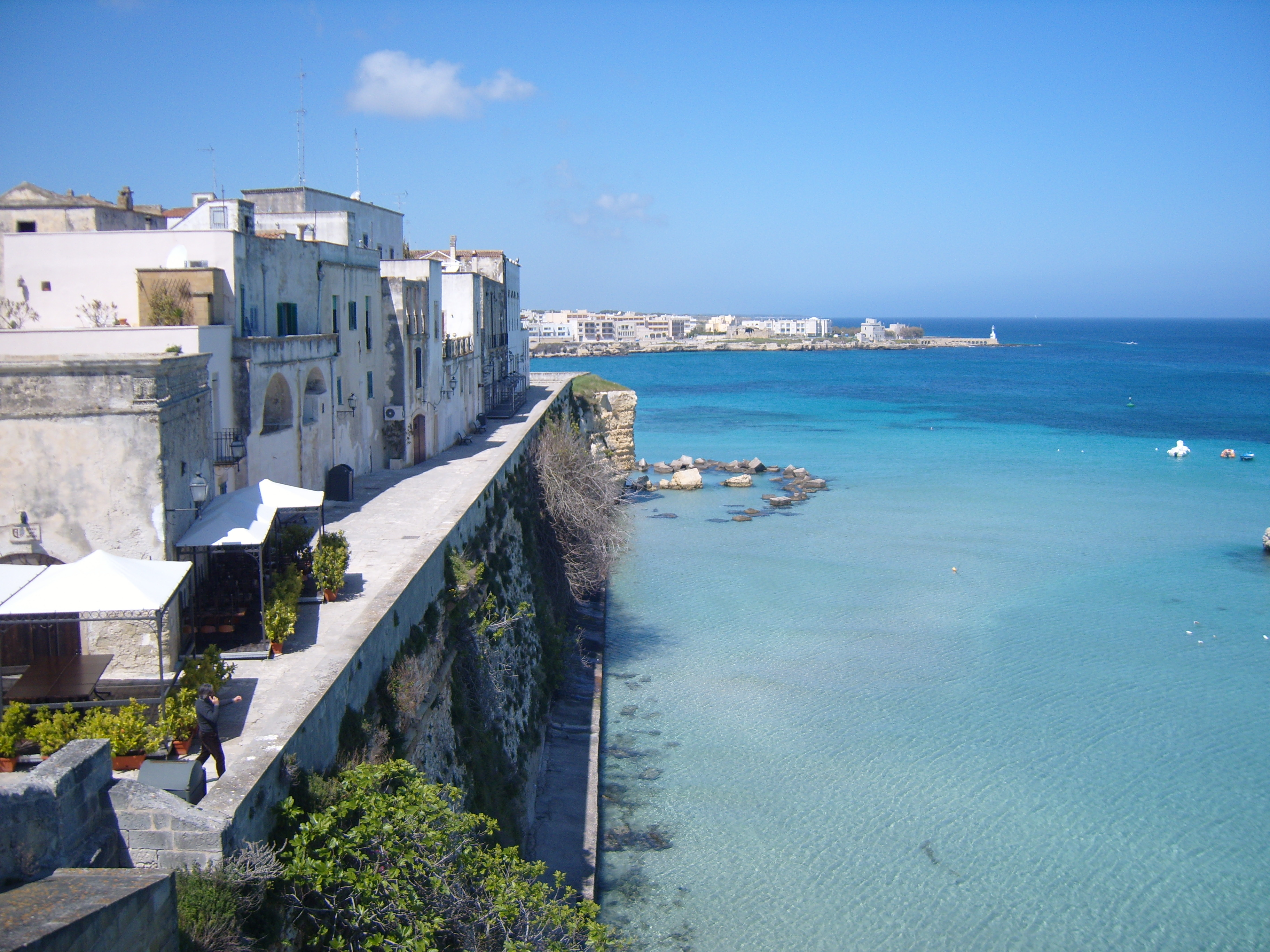
Otranto

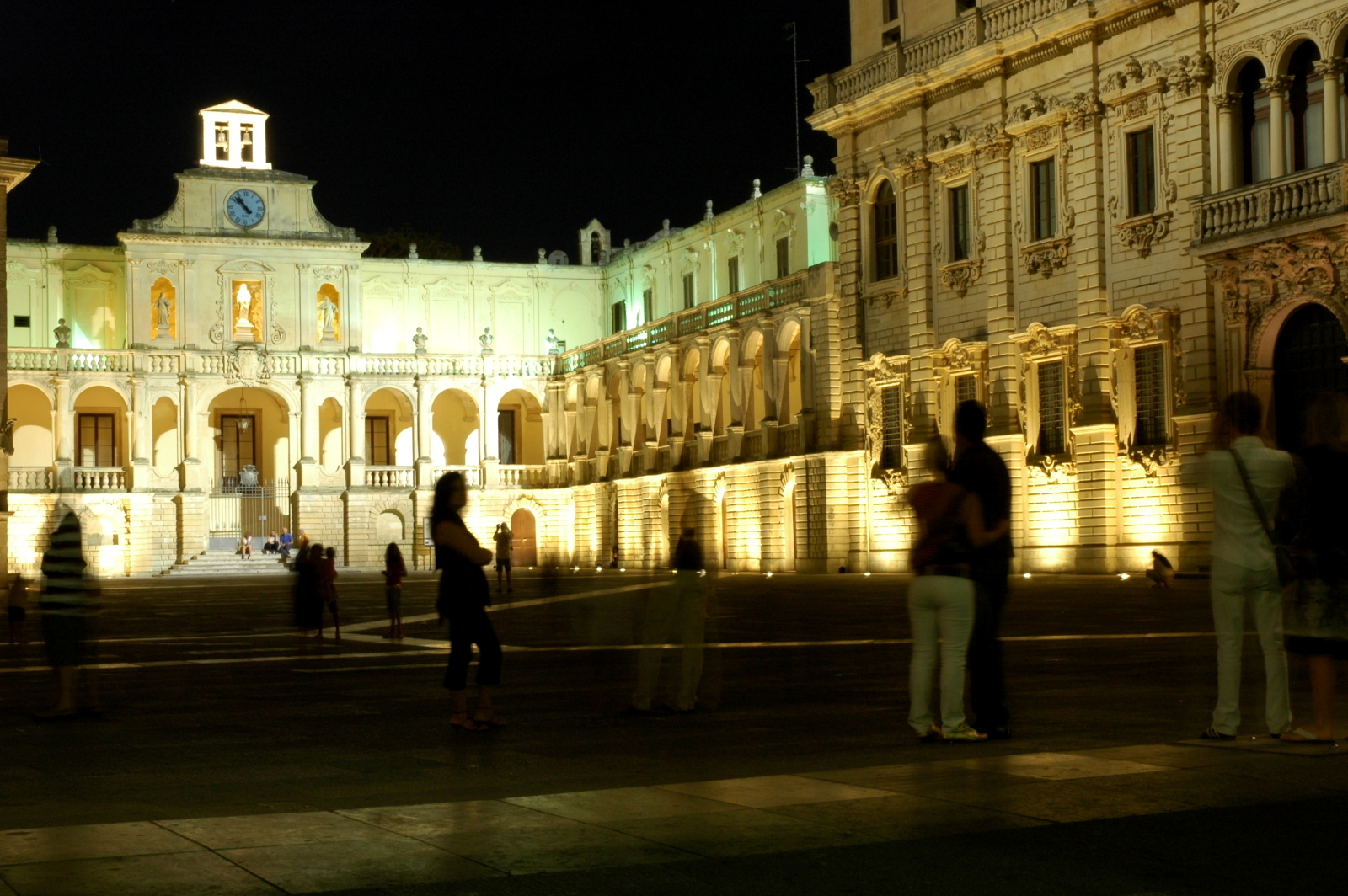
Piazza Duomo, Лечче

Леччівська провінція (італ. Provincia di Lecce) — провінція в Італії, у регіоні Апулія. 
Площа провінції — 2 759 км², населення — 814 108 осіб.
Столицею провінції є місто Лечче.

## Географія
Знаходиться на півострові Салентина. Межує на північному сході з провінцією Бриндізі і на північному заході з провінцією Таранто.

## Історія
- Неаполітанське королівство, Отрантська земля